# Río Mayer
El río Mayer es un curso natural de agua que nace en la argentina Provincia de Santa Cruz, cruza la frontera internacional y desemboca en el lado chileno del lago O'Higgins/San Martín, el que desagua a través de la cuenca del río Pascua en el océano Pacífico.

## Trayecto
La descripción de Hans Niemeyer es:
El río Mayer constituye sin duda la alimentación principal del sistema lacustre San Martín-O'Higgins como ya se ha expresado. Se genera en la República Argentina, a 15 km al oriente de la ribera del Brazo Norte Oriente del lago San Martín en una pequeña lagunita. Corre hacia el NE por espacio de 24 km para doblar al norte y encauzarse en un cañadón ancho que se dirige al norte por 40 km hasta cruzar la línea de frontera internacional, donde describe un codo abrupto y cambia de dirección tomando en territorio chileno rumbo al sur. A 8 km de pasada la frontera el río Mayer describe una pronunciada curva abierta al sur que cambia la dirección sur que llevaba por la dirección al norte que conserva por 2 km hasta tomar rumbo al oeste y luego de varios km, tal vez 8, adquiere rumbo definitivo al SO hasta vaciarse en al extremo norte del Brazo Norte Oriente, siempre en territorio chileno. La longitud total del río asciende a 110 km. El curso inferior del río Mayar es muy caudaloso y su alvéolo es estrecho, abierto a la roca abrupta cubierta con una delgada capa vegetal.: 8 
La cuenca del río Mayer está constituida por una subcuenca lacustre organizada en torno a lagos interconectados, entre ellos se encuentra el lago Belgrano. Las alturas más significativas corresponden al cerro Penitente (2.943 m s. n. m.), cerro Volcán (2.260 m s. n. m.), monte Tetris (2.245 m s. n. m.) y Cerro Pico de las Vacas (2.050 m s. n. m.).

## Caudal y régimen
Sin información disponible.

## Historia
Según Niemeyer su nombre proviene del gobernador de Santa Cruz al momento de su descubrimiento por los colonos.: 586 
La cuenca superior del río Mayer fue asignada a la Argentina por medio del Laudo de 1902.
Luis Risopatrón lo describe sucintamente en su Diccionario Jeográfico de Chile de 1924:
Mayer (Rio) 48° 25' 72° 34'. En sus márjenes N i S, se han erijido hitos divisorios con la Arjentina, a 484 i 561 m de altitud respectivamente, desde donde corre hacia el SW por entre angosturas acantiladas i se vácia en el estremo N del brazo Norte-oriente del lago San Martin; deja unos 10 km² de terrenos aprovechables en el cultivo i la ganadería. 121, p. 32, 49, 76 i 86; 134; 154; i 156.

## Población, economía y ecología
SERNATUR lo describe como:: 144 
Este río corre en dirección norte sur y va recogiendo las aguas de numerosos tributarios como el sistema lacustre que se forma al suroeste de su cuenca, formado por los lagos Briceño, Encadenados, Cisnes y Ciervo. Por la parte más baja de la cuenca, en su ribera sur, se construyó el camino que comunica Villa O'HIGGINS con el paso fronterizo río Mayer. Por la cuenca del río también se encuentra el antiguo sendero para caballos hacia Cochrane, utilizado por los colonos antes de la existencia del camino austral.